# 相内富久
相内 富久(あいうち とみひさ、1953年5月17日 - )は北海道余市町出身の元スキージャンプ選手。
札幌柏中学校 - 小樽北照高校 - 明治大学を経て雪印乳業に所属していた。
現役引退後は、コーチとしてジャンプ選手の育成強化に努める。

## 主な成績
- 1971年 第20回全国高等学校スキー大会ノルディックスキー・スペシャルジャンプ（御成山シャンツェ）1本目69.0m, 2本目69.5m　216.1点 優勝
- 1972年 第11回STVカップ国際スキージャンプ競技大会少年の部（大倉山シャンツェ）1本目71.0m, 2本目72.5m　121.9 点 優勝
- 1977年 第55回全日本スキー選手権大会90m級ジャンプ（大倉山シャンツェ）優勝